# Larochette
Larochette (luxembourgsk: Fiels, tysk: Fels) er en kommune og et byområde i storhertugdømmet Luxembourg. Kommunen, som har et areal på 15,40 km², ligger i kantonen Mersch i distriktet Luxembourg. I 2005 havde kommunen 1.760 indbyggere.